# Massakren i Dvor
|  | Denne artikel er oprettet af botten Steenthbot ud fra en ekstern database. Den kan derfor have sproglige fejl eller mangler. Denne skabelon kan fjernes efter kontrol af indholdet. |

Massakren i Dvor er en dansk dokumentarfilm fra 2015 instrueret af Georg Larsen og Kasper Vedsmand.

## Handling
Ganske få meter fra et kompagni af danske FN-soldater blev ni handicappede serbere og kroatere koldblodigt myrdet i det tidligere Jugoslavien den 8. august 1995 af ukendte gerningsmænd. Ifølge FN mandatet, som de danske soldater skulle operere under, måtte danskerne kun bruge våben i selvforsvar. Derfor var det op til én dansk officer at træffe den altafgørende beslutning: At give ordre til at skyde eller følge FNs mandat og undlade at gribe ind. Massakren i Dvor følger daværende stabskompagnichef Jørgen Kolds rejse tilbage til Balkan til stedet, hvor han for 20 år siden måtte træffe sit livs vanskeligste beslutning. Her bliver han konfronteret med fortiden og møder de involverede krigsherrer og ikke mindst de efterladte til massakrens ofre. I filmen stilles han overfor det vanskelige spørgsmål: Havde han overhovedet noget valg, og blev han og de danske soldater i virkeligheden svigtet af FN?

## Medvirkende
- Jørgen Kold
- Villy Bøgelund